# Fastenbrechen
Als Fastenbrechen wird das Beenden eines eintägigen oder längeren Fastens bezeichnet. Der Ausdruck wird sowohl bei religiösem als auch bei nicht-religiösem oder Heilfasten verwendet. Die englische Bezeichnung breakfast für Frühstück hat den gleichen Ursprung, weil mit der ersten Mahlzeit des Tages die ‚Fastenzeit‘ während der Nachtruhe gebrochen wird. Das Gleiche gilt für das französische déjeuner (frühstücken / Frühstück) oder das spanische desayunar (frühstücken) bzw. desayuno (Frühstück), das etymologisch auf ‚ayunar‘ bzw. ‚jeûner‘ (fasten) bzw. auf dem lateinischen ‚ieiunāre‘ (jejunare) basiert.
Es gilt als gesundheitlich vorteilhaft, nach einem mehrtägigen Fasten den Körper vorsichtig an Nahrung zu gewöhnen.
Zum Fastenbrechen wird eine Banane empfohlen; manche Menschen wählen einen rohen oder einen gekochten Apfel.
Je nach Dauer und Strenge des Fastens sollte die Kost mengenmäßig über mehrere Tage hinweg bis zur Normalkost aufgebaut werden. Eine Faustregel empfiehlt für jede Woche strenges Fasten ein bis zwei zusätzliche Tage Schonkost.
Im religiösen Kontext ist das Fastenbrechen oft mit einer gemeinsamen Feier oder einer besonderen Mahlzeit verbunden.

## Christentum
Am Gründonnerstag oder am Karsamstag wird in manchen Ländern von Katholiken wie in den wenigen orthodoxen Kirchen ein Gottesdienst gefeiert, bei dem Speisen gesegnet werden, die die Gläubigen in Körben mitgebracht haben. Diese gesegneten Speisen werden dann zum Frühstück am Ostersonntag im Kreis der Familie verzehrt (vgl. Święconka).
Ebenfalls am Gründonnerstag gibt es in katholischen Kirchen mancherorts den Brauch, nach der Feier vom Letzten Abendmahl eine gemeinsame Agape (Freundschaftsmahl) zu halten. Dabei werden oft ungesäuerte Brote (etwa Matzen, orientalisches Fladenbrot oder Milchbrote) verzehrt sowie Wein oder Traubensaft getrunken. Die Brote werden traditionell miteinander geteilt, um an den Gestus des Brotbrechens zu erinnern. In solchen Agapen soll die schenkende Liebe Jesu Christi symbolisch erlebbar und auch an das jüdische Paschamahl erinnert werden, das Jesus und seine Jünger nach biblischer Überlieferung feierten.
In der Tradition der östlichen orthodoxen Kirche Griechenlands ist am Ende der Fastenzeit eine Suppe aus Lamm-Innereien, Ei und Zitrone üblich, die sogenannte Magiritsa. Diese wird in der Osternacht gegessen, das Lamm selbst wird, um den Magen nicht zu überlasten, erst am Abend des Ostersonntags verzehrt. Die eher leichte Magiritsa bereitet den Organismus vorsichtig wieder aufs Fleisch- und Fettessen vor. Hier sei an die christliche Übernahme antiker jüdischer Traditionen, etwa das Pessachfest, erinnert.
In letzter Zeit haben neben der evangelischen Kirche insbesondere evangelikale und charismatische Kreise das Fasten neu entdeckt. Vielfach bilden sich im Zuge dieser Neuentdeckung des Fastens spontan-religiöse oder von Pfarren organisierte kirchliche Gruppen zur gegenseitigen Fasten-Unterstützung, die dann auch das Fastenbrechen gemeinsam begehen – etwa mit Tee, Brot und Frischkäse, oder mit einer einfachen Gemüse-Mahlzeit.

## Islam
Im Islam ist das Fastenbrechen der abendliche Abschluss eines Fastentages während des Ramadans mit dem Abendgebet bei Einbruch der Dunkelheit. Traditionell wird als erstes eine Dattel gegessen oder Wasser/Milch getrunken. Da das Abendessen möglichst zu diesem Zeitpunkt üblich ist, sind in islamischen Ländern alle Geschäfte und Lokale zu diesem Zeitpunkt geschlossen, werden danach aber meist wieder geöffnet. Das Id Al-Fitr (Fest des Fastenbrechens) am Ende des Ramadan beendet das Fasten dann ganz.